# مطبخ بوذي
المطبخ البوذي هو مطبخ آسيوي يتبعه رهبان وعديدٌ من المؤمنين ضمن مناطق تأثرت بالبوذية الصينية. وهو خضري أو نباتي، ويستند على المفهوم الدارمي أهيمسا (اللاعنف). تشيع الخضرية في عديد من المعتقدات الدارمية الأخرى مثل الهندوسية والجاينية والسيخية، إضافة إلى ديانات شرق آسيوية مثل الطاوية. في حين أن الرهبان وقلة من المؤمنين يتبعون النظام الخضري على مدار العام، يتبع العديد من المؤمنين النظام الخضري البوذي في الاحتفالات.
يرتبط أصل «الطعام البوذي» بكونه نمطًا فرعيًا مميزًا من المطبخ بالأديرة، حيث يكون من واجب فرد من المجتمع المحلي أن يكون رئيس الطباخين ويقدم الوجبات التي تحترم القيود التي تفرضها المبادئ البوذية. تقدم المعابد المفتوحة أمام عموم الناس وجبات الطعام أيضًا، وتدير معابد قليلة مطاعم ضمن مبانٍ. في اليابان، تعرف هذه الممارسة باسم شوجين ريوري (مطبخ التعبد)، وتُمارس ضمن العديد من المعابد، خصوصًا في كيوتو. وهناك نسخة أحدث عهدًا، ذات نمط صيني أكثر، تمارس من قبل مدرسة أوباكو لمذهب «زِن» البوذي، تعرف باسم فوشا ريوري، إذ تقام في معبد مانبوكو جي المركزي، فضًا عن العديد من المعابد الفرعية. في العصر الحديث، ارتبطت عديدٌ من المطاعم التجارية بهذا النمط، مقدمة الطعام إلى كلٍّ من الممارسين وغير الممارسين له.

## المكونات
بالتماشي مع الحالة السائدة في معظم أجزاء شرق آسيا حيث تسود الديانة البوذية، يتميز الأرز بوجوده كمادة أساسية في الوجبة البوذية، لا سيما في شكل عصيدةٍ أو حساء الكونغي كوجبة الصباح المعتادة. يمكن أيضًا في كثير من الأحيان تقديم المعكرونة والحبوب الأخرى. تطهى الخضروات عادة بكل أنواعها إما مقلية أو مطهية في مرق نباتي مع التوابل، ويمكن أن تؤكل مع سلصات متعددة. تقليديًا، لا يسمح بالبيض والألبان. تقدم التوابل الشائعة محليًا؛ مثلًا، إذ تلعب كل من صلصلة الصويا ومرق الداشي دورًا كبيرًا في طعام الدير الياباني، في حين قد يكون الكاري والتوونغ (بديل خضري لصلصة السمك) بارزًا في جنوب شرق آسيا. لا تُستهلك الحليوات غالبًا، لكن يسمح بها باعتدال ويمكن تقديمها ضمن مناسبات خاصة كما في مراسم تقديم الشاي.
أصبح الطهاة الخضريون البوذيون مبدعين للغاية في محاكاة اللحوم مستخدمين غلوتين القمح المعدّ، المعروف أيضًا باسم سيتان، أو كاو فو، أو لحم القمح، إضافة إلى الصويا (مثل التوفو والتيمبي)، والآغار، والكونجاك، ومنتجات نباتية أخرى. يعد بعض من وصفاتهم من أقدم نظائر اللحوم والأكثر نقاءً في العالم. تعد الصويا وغلوتين القمح موادًا متعددة الاستعمالات، وذلك لإمكانية تصنيعها على هيئة أشكال وبنيات مختلفة، وهي تمتص النكهات (بما في ذلك، على سبيل المثال لا الحصر، النكهات الشبيهة باللحم)، في حين تتمتع بمذاق ضئيل إذا ما استهلكت لوحدها. بتوابل مناسبة، يمكن لها تقليد أنواع مختلفة من اللحوم على درجة عالية من القرابة.
بعض من هؤلاء الطهاة الخضريين البوذيين هم في عديدٍ من الأديرة والمعابد التي تقدم أطباقًا من اللحم المقلد (تعرف أيضًا بنظائر اللحم) والخالية من الثوم للرهبان والزوار (من بينهم أفراد غير بوذيين يقضون هناك ساعات بضع ساعات أو حتى أيام، وللبوذيين غير الرهبان لكنهم يقضون وقتهم هناك لأسابيع أو شهور). تقدم العديد من المطاعم البوذية أطباق خضرية أو نباتية أو خالية من الكحول أو الثوم.
يتناول البوذيون الطعام الخضري في اليوم الأول والخامس عشر من التقويم القمري (أيام الصيام)، وفي عشية رأس السنة الصينية، وفي أيام القديسين والسلف المقدس. لتلبية هذا النوع من الزبائن، فضلًا عن الخضريين بشكل كامل، لا تختلف قائمة طعام المطعم الخضري البوذي عن مثيلتها الصينية التقليدية أو الشرق آسيوية، ما عدا أنه في الوصفات التي تحتوي اللحوم في أصلها، تستبدل عوضًا عن ذلك ببديل من دجاج الصويا.

## وصلات خارجية
- Shabkar.org: Vegetarianism as a way of life for Buddhists
- Shojin Ryori: Vegetarian Cooking